# 回れトロイカ
「回れトロイカ」（まわれトロイカ）は、2013年10月 - 11月、NHKの音楽番組『みんなのうた』で放送された楽曲。作詞：もりちよこ、作曲・編曲：バンバンバザール、歌：竹内力とバンバンバザール。

## 概要
「人生は回転寿司」をテーマとした楽曲で、寿司をテーマにした曲は、1985年12月 - 1986年1月放送の「スシ食いねェ!」（シブがき隊）以来。なお名前は「トロイカ」だが、「トロイカ」とは関係なく、寿司ネタである「トロ」と「イカ」を意味する。だが曲では、冒頭に「トロイカ」（かつて「みんなのうた」で1961年12月 - 1962年1月放送）の冒頭部が入るパロディが存在する。
本曲は作詞を担当したもりちよこが渋谷の回らなくなった回転寿司屋（タッチパネルで注文する方式）を訪れた、ロシアへと行ってしまう友人に思いを馳せている際に「トロイカ」のメロディが浮かび、それが寿司ネタと結びついたことから本曲が誕生した。本曲のテーマとは反対に回らない寿司屋で誕生した本曲だが、そのことについてはもりが元「みんなのうた」プロデューサーの川崎龍彦に送ったメール中において「回転寿司はやっぱり回っていてほしいという思いもあったのかもしれません」と語っている。
アニメーションは番組初参加となる椙本晃佑（現・杉本晃佑）が担当しており、回転寿司のレーンを人生に見立てたスピード感のあるアニメーションに仕上げている。
2013年11月20日に発売された竹内力のシングル「回れトロイカ～誰もが踊ったフォークダンスはダンスミュージック～」に収録され、「みんなのうた」関連のCDでは2016年にビクターエンタテインメントより発売されたCD「NHKみんなのうた 55 アニバーサリー・ベスト ～ともだちみつけた～」にも収録された。